# Marte Wulff
Marte Helene Wulff (Oslo, 10 giugno 1980) è una cantante norvegese.

## Biografia
Nata nella capitale norvegese e cresciuta prima a Kristiansand e poi a Copenaghen, Marte Wulff è salita alla ribalta all'inizio del 2006 con il suo album di debutto Jacket, che ha raggiunto la 23ª posizione della classifica norvegese e che ha fruttato alla cantante una candidatura ai premi Spellemann, il principale riconoscimento musicale norvegese, per il miglior artista esordiente. Riceverà la sua seconda candidatura agli Spellemann dieci anni dopo, nel 2016, nella categoria Miglior artista di musica tradizionale scandinava, con il suo sesto album eponimo. Oltre ad un'intensa attività concertistica come headliner, Marte Wulff ha aperto i concerti norvegesi di artisti internazionali come Katie Melua e Heather Nova.

## Discografia

### Album in studio
- 2006 – Jacket
- 2007 – Safety Pins
- 2010 – Handler i selvforsvar
- 2014 – Utlengsel (con la Kristiansand Symfoniorkester)
- 2015 – Senk dine hvite vinger (con Charlotte Qvale)
- 2016 – Marte Wulff
- 2020 – Ringer i vannet

### Singoli
- 2005 – Run
- 2006 – Accident
- 2006 – Trouble
- 2009 – The Morning Papers
- 2009 – Opptakt (Så er det nå)
- 2009 – Alle gode ønsker (Tapper julesang)
- 2010 – Versus
- 2016 – Si det sånn
- 2016 – Herje fritt
- 2016 – Gå mæ vill
- 2018 – Verden er stor
- 2019 – Morgensorgen
- 2019 – Øya
- 2020 – Spøkelse